# Paul Reaney
Paul Reaney (ur. 22 października 1944 w Fulham) – angielski piłkarz występujący najczęściej na pozycji prawego obrońcy.

## Kariera
Paul Reaney zawodową karierę rozpoczynał w 1962 roku w drugoligowym Leeds United. Od samego początku przygody z zespołem „The Peacocks” angielski obrońca miał w nim zapewnione miejsce w podstawowej jedenastce. W sezonie 1963/1964 wywalczył z Leeds awans do Division One. Z drużyną z Elland Road Reaney w 1968 i 1971 roku zdobył Puchar Miast Targowych, w 1973 wystąpił w finale Pucharu Zdobywców Pucharów, a w 1975 roku dotarł do finału Pucharu Europy. W kraju między innymi dwa razy zdobył mistrzostwo i pięć razy wicemistrzostwo Anglii. Łącznie w barwach Leeds wystąpił aż w 748 meczach. Obecnie tylko Billy Bremner i Jack Charlton mają na koncie więcej gier w zespole „United”. Dwa ostatnie lata swojej kariery Paul spędził w Bradford City.
| Sezon   | Klub                 | Rozgrywki     | Mecze | Bramki |
| ------- | -------------------- | ------------- | ----- | ------ |
| 1962/63 | Leeds United A.F.C.  | Division Two  | 35    | 0      |
| 1963/64 | Leeds United A.F.C.  | Division Two  | 41    | 0      |
| 1964/65 | Leeds United A.F.C.  | Division One  | 41    | 1      |
| 1965/66 | Leeds United A.F.C.  | Division One  | 41    | 1      |
| 1966/67 | Leeds United A.F.C.  | Division One  | 41    | 1      |
| 1967/68 | Leeds United A.F.C.  | Division One  | 41    | 0      |
| 1968/69 | Leeds United A.F.C.  | Division One  | 42    | 1      |
| 1969/70 | Leeds United A.F.C.  | Division One  | 37    | 0      |
| 1970/71 | Leeds United A.F.C.  | Division One  | 19    | 0      |
| 1971/72 | Leeds United A.F.C.  | Division One  | 33    | 0      |
| 1972/73 | Leeds United A.F.C.  | Division One  | 29    | 1      |
| 1973/74 | Leeds United A.F.C.  | Division One  | 36    | 0      |
| 1974/75 | Leeds United A.F.C.  | Division One  | 39    | 0      |
| 1975/76 | Leeds United A.F.C.  | Division One  | 32    | 0      |
| 1976/77 | Leeds United A.F.C.  | Division One  | 34    | 1      |
| 1977/78 | Leeds United A.F.C.  | Division One  | 15    | 0      |
| 1978/79 | Bradford City A.F.C. | Division Four | 0     | 0      |
| 1979/80 | Bradford City A.F.C. | Division Four | 0     | 0      |

## Kariera reprezentacyjna
W reprezentacji Anglii Reaney zadebiutował w 1969 roku. Łącznie dla drużyny narodowej rozegrał trzy spotkania.